# Wereldkampioenschap trial 2018 (vrouwen)

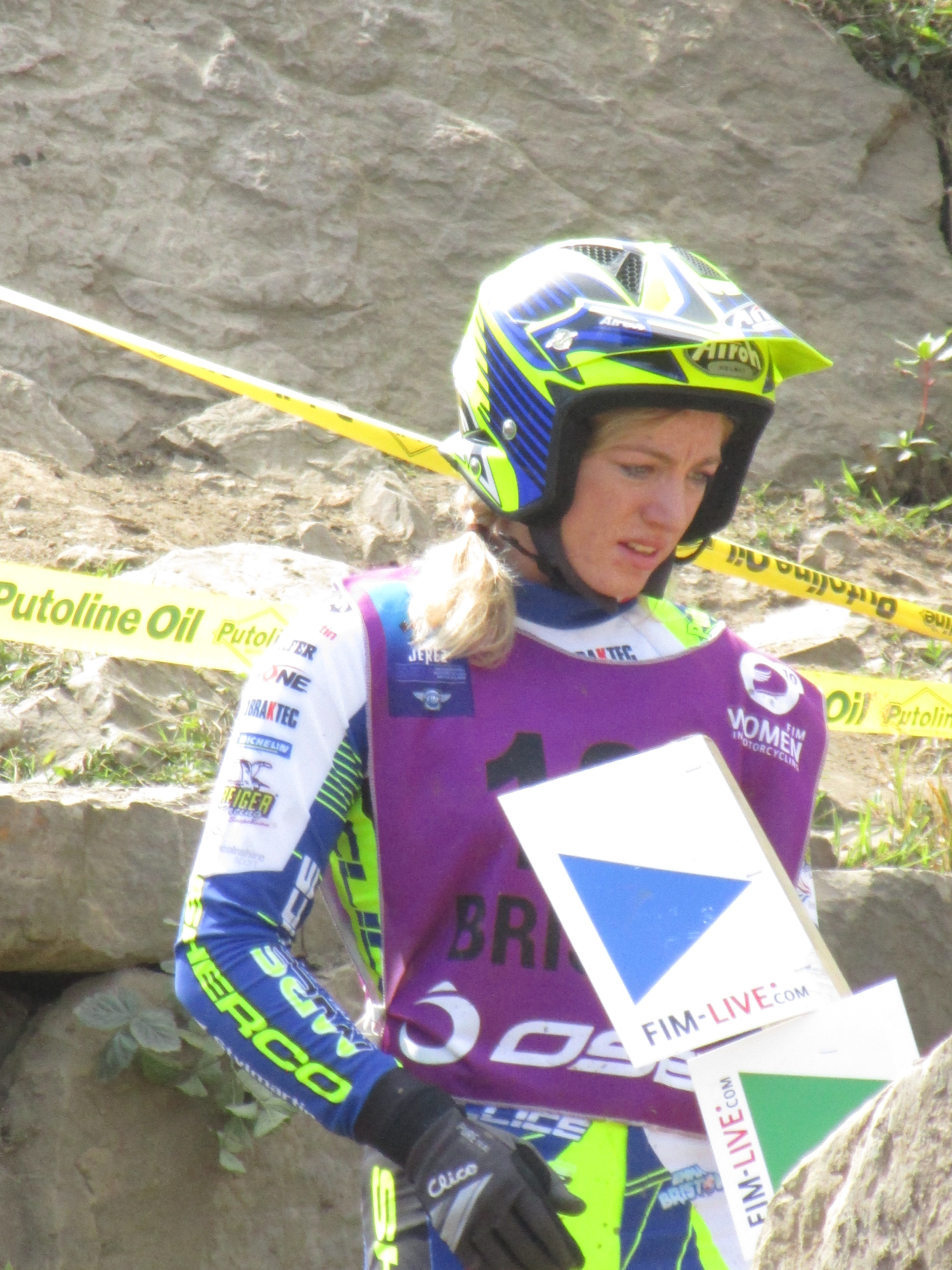
Wereldkampioene Emma Bristow

Het FIM-wereldkampioenschap trial 2018 voor vrouwen werd tussen 1 juni en 2 september gereden, waarbij de rijders in vier wedstrijden verdeeld over drie landen uitkwamen.
De Engelse titelverdedigster Emma Bristow won alle vier wedstrijden en werd daarmee ongeslagen wereldkampioen. Het zilver ging naar Berta Abellan uit Spanje en brons werd opgeëist door de eveneens Spaanse Sandra Gómez.

## Klassement
| Nr. | Naam                | Land | JAP Motegi 1 juni | JAP Motegi 2 juni | FRA Auron 15 juli | GBR Silsden 2 september | Totaal |
| --- | ------------------- | ---- | ----------------- | ----------------- | ----------------- | ----------------------- | ------ |
| 1   | Emma Bristow        | GBR  | 20                | 20                | 20                | 20                      | 80     |
| 2   | Berta Abellan       | ESP  | 15                | 15                | 13                | 15                      | 58     |
| 3   | Sandra Gómez        | ESP  | 17                | 9                 | 15                | 10                      | 51     |
| 4   | Ingveig Håkonsen    | NOR  | 11                | 13                | 8                 | 17                      | 49     |
| 5   | Neus Murcia Sadurní | ESP  | 10                | 11                | 17                | 9                       | 47     |
| 6   | Maria Giro          | ESP  | 8                 | 17                | 7                 | 11                      | 43     |
| 7   | Theresa Bäuml       | GER  | 13                | 10                | 9                 | 7                       | 39     |
| 8   | Jessica Bown        | GBR  | 7                 | 5                 | 10                | 8                       | 30     |
| 9   | Huldeborg Barkved   | NOR  | 9                 | 8                 | 11                |                         | 28     |
| 10  | Sara Trentini       | ITA  | 6                 | 7                 | 6                 | 6                       | 25     |
| 11  | Jule Steinert       | GER  | 4                 | 4                 | 5                 | 5                       | 18     |
| 12  | Donna Fox           | GBR  | 13                |                   |                   |                         | 13     |
| 13  | Sarah Bauer         | GER  | 5                 | 6                 |                   |                         | 11     |
| 14  | Aya Nishimura       | JPN  | 3                 | 3                 |                   |                         | 6      |

2005 · 
2006 · 
2007 · 
2008 · 
2009 · 
2010 · 
2011 · 
2012 · 
2013 · 
2014 · 
2015 · 
2016 · 
2017 · 
2018 · 
2019 · 
2020